# Sloup převozníků

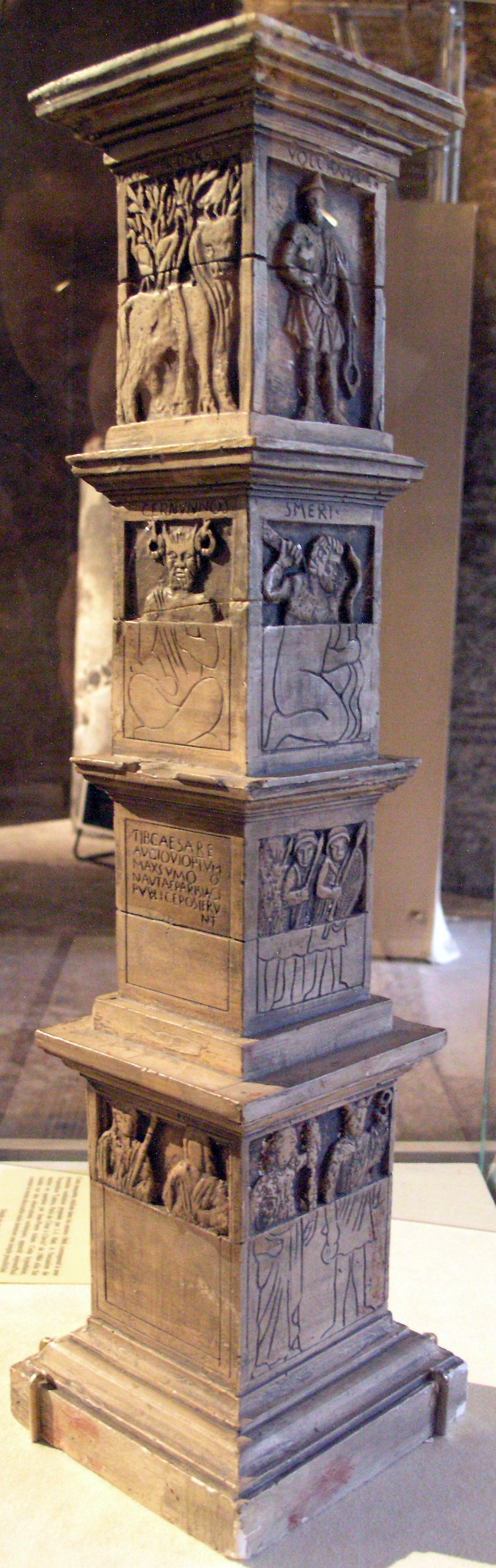
Rekonstrukce pilíře v muzeu Cluny

Sloup převozníků též Sloup lodníků je kamenná památka z období galo-římské Lutetie. Byl zhotoven v 1. století našeho letopočtu za vlády císaře Tiberia (14–37 n. l.). Jedná se o nejstarší dochovanou pařížskou památku.

## Historie
Lodníci (převozníci) vytvořili jakýsi cech, ve kterém byli sdruženi majitelé lodí plavících se po Seině. Toto společenství pak nechalo zhotovit celý sloup. Jedná se tak mj. o první doloženou organizaci na území Paříže. Dochoval se dedikační nápis císaři Tiberiovi, který vládl v letech 14-37 n. l., což umožňuje přibližně určit dobu vzniku památky.
Čtyři bloky tohoto sloupu byly objeveny 6. března 1710 (a nikoliv 1711, jak se často mylně uvádí), když probíhaly stavební práce v kryptě pod hlavní lodí katedrály Notre-Dame. Nenašly se všechny části, takže dnes chybějí tři kamenné bloky ze spodní poloviny. Památka je uložená v Národním muzeu středověku v Hôtel de Cluny, paláci, který byl postaven na základech římských lázní z 2. století. V roce 2001 byly bloky restaurovány.
Julius Caesar se ve svých Zápiskách o válce galské zmiňuje, že na ostrově Cité se nacházelo několik chrámů. Sloup mohl stát před jednou z těchto svatyní. Původní teorie má za to, že nalezené čtvercové bloky tvoří jediný pilíř. Podle novějšího názoru se jedná o dvě různé části jednoho oltáře. Někdy ve 3. století byly kamenné bloky odděleny a využity pro zesílení zdi. Na místě původního galo-římského chrámu nechal franský král Childebert I. v roce 528 vystavět katedrálu svatého Štěpána, kterou kolem roku 1163 nahradila dnešní katedrála Notre-Dame.

## Popis
Sloup byl vytvořen z vápence ze Saint-Leu (departement Oise). Původně měřil pravděpodobně 5,24 m na výšku a měl šířku od 0,91 m na základně do 0,74 m na vrcholu. Skládal se ze čtyř bloků, jejichž vertikální uspořádání je vzhledem ke své šířce klesající směrem nahoru zcela jasné, ovšem skutečná poloha každého bloku je nejasná (existuje 64 kombinací, jak kvádry natočit).
Kamenné bloky jsou zdobené basreliéfy, které představují různé scény – galská a římská božstva i ozbrojené postavy, snad lodníky.
Hlavní dedikační nápis je kromě císaře Tiberia věnován i římskému bohu Jupiterovi. Rovněž jsou vytesána jména bohů jako Mars, Fortuna, dioskúrové Kastór a Pollux a Vulcanus. Z galských božstev jsou jmenováni Esus, Tarvos Trigaranus (býk se třemi jeřáby), Smertrios a Cernunnos. K dalším postavám, především ve spodní části, nápisy chybí. Buď se v průběhu času staly nečitelnými nebo zcela zmizely.

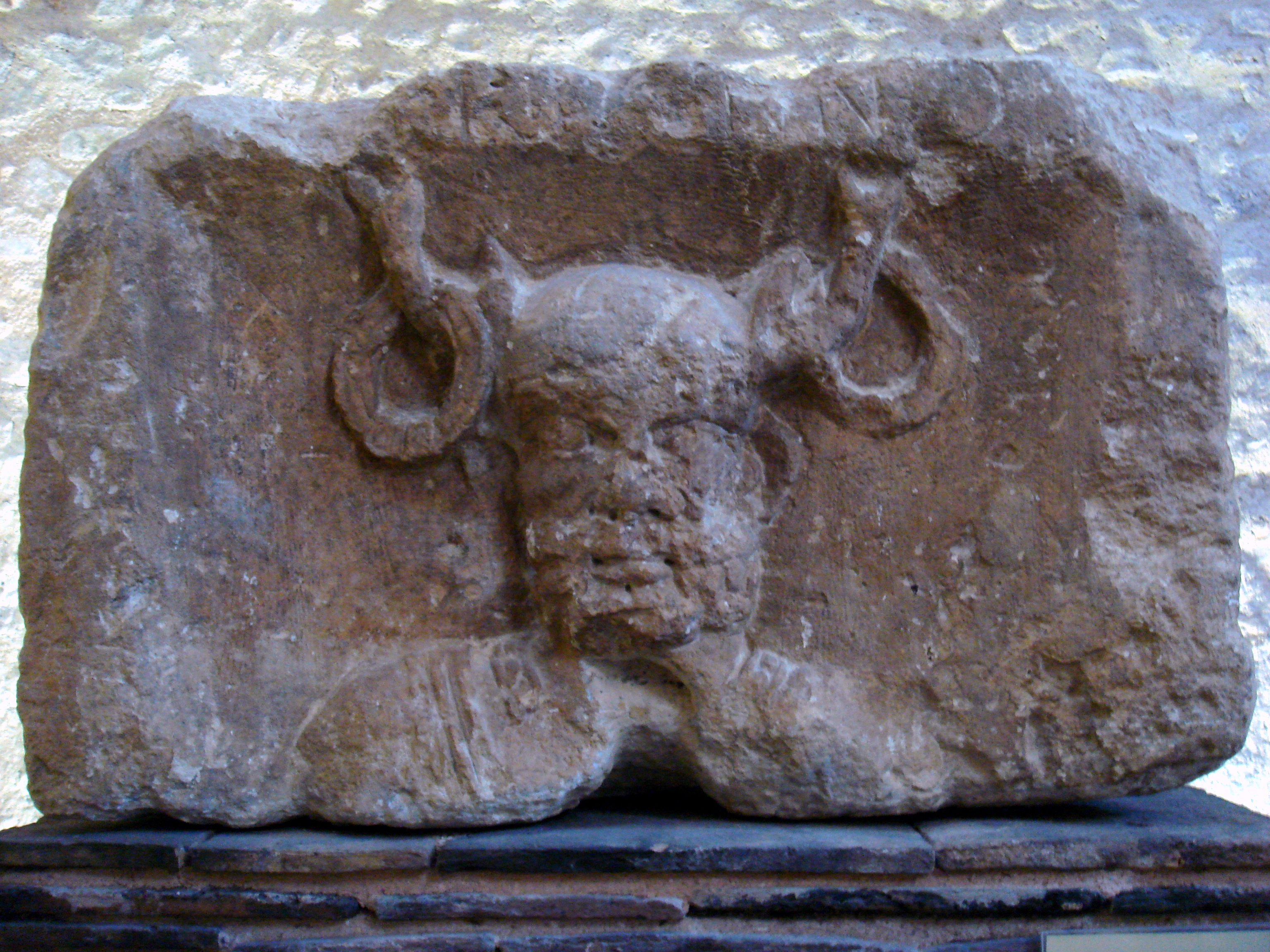
Bůh Cernunnos

Nejhořejší blok, z něhož se dochovala pouze horní polovina, obsahuje nápisy keltských božstev. Cernunnos je vyobrazen s krátkými parohy, na kterých visí dva torques. Smertios je vyobrazen z profilu. Drží v pravé ruce kyj. Kastór a Pollux tvoří dvojici s kopím vedle svých koní.
Na druhém kompletně zachovalém bloku jsou Jupiter, Esus, Tarvos Trigaranus a Vulcanus. Jupiter stojí, v jedné ruce drží kopí a v druhé blesk. Eusus je vyobrazen z profilu a drží v pravé ruce nůž. Tarvos je zobrazen jako býk se třemi jeřáby stojí zřejmě mezi dvěma stromy. Dva ptáci sedí na jeho zádech a jeden na hlavě. Vulcanus je zobrazen stojící se svým obvyklým kovářským nářadím.
Ze třetího kvádru se dochovala pouze horní polovina, na které je dedikační nápis. Spodní část nápisu tedy není známá. Na dvou stranách bloku jsou vždy vyobrazeni tři muži se štíty a oštěpy. Jednu skupinu tvoří oholení lidé, na druhé jsou vousatí s nadpisem EVRISES. Další skupinu tvoří nejméně tři osoby, z nichž jedna je interpretována jako žena pod neúplným nápisem SENAN, který může být i pokračováním hlavního nápisu.
Spodní blok je mírně širší než ty horní, ale opět chybí jeho spodní polovina. Nápisy v této části jsou z větší části nečitelné nebo zcela zmizely, takže i postavy jsou špatně identifikovatelné. Podle helmy je poměrně snadné určit boha Marse, kterého doprovází neznámá ženská postava. Dále je zde Fortuna stojící vedle boha ozbrojeného kopím. Merkur a Venuše jsou pouze nejasně identifikovány a jejich společníci zůstávají zcela neznámí.

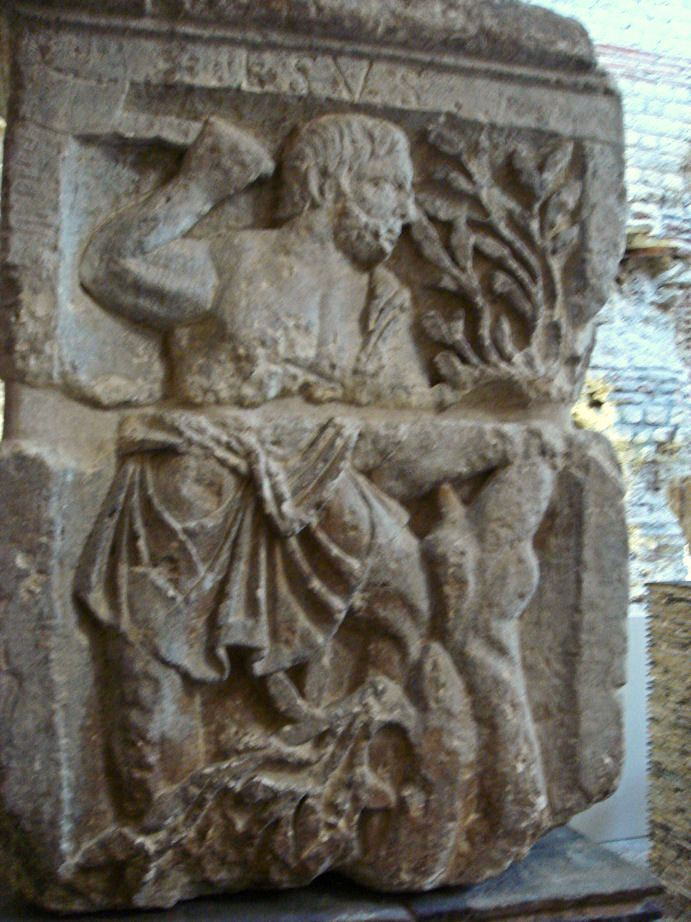
Keltský bůh Esus

## Nápisy
Dochovaný dedikační latinský nápis zní:
TIB[erio] CAESARE /
AUG[usto] IOVI OPTUM[o] /
MAXSUMO /
NAUTAE PARISIACI /
PUBLICE POSIERUNT //
Překlad: Tiberiovi Caesarovi Augustovi (a) Jupiterovi Nejvyššímu zhotovili veřejně lodníci parisiové.
Na dalších plochách se nachází množství jmen a titulů, z nichž ne všechny jsou bezpečně identifikovatelné:
EURISES // SENANI U[S]EILONI //
IOVIS // TARVOS TRIGARANUS //
VOLCANUS // ESUS //
[C]ERNUNNOS // CASTOR // [3] //
SMER[trios?] //
FOR[tuna?] // ]TVS[